# Equazione di Dirac
L'equazione di Dirac è l'equazione d'onda che descrive in modo relativisticamente invariante il moto dei fermioni.
È stata formulata nel 1928 da Paul Dirac nel tentativo di ovviare agli inconvenienti generati dall'equazione di Klein-Gordon (la più immediata formulazione relativistica dell'equazione di Schrödinger), che presenta una difficoltà nell'interpretazione della funzione d'onda portando a densità di probabilità che possono essere anche negative o nulle, oltre ad ammettere soluzioni a energia negativa.
L'equazione di Dirac descrive le particelle mediante uno spinore composto da quattro funzioni d'onda (spinore di Dirac), naturale estensione dello spinore a due componenti non relativistico. È stata un passo fondamentale verso una teoria unificata dei principi della meccanica quantistica e della relatività ristretta (cosiddetta meccanica quantistica relativistica), permettendo di definire una densità di probabilità sempre positiva. Inoltre ha consentito di spiegare la struttura fine dello spettro dell'atomo di idrogeno e il fattore giromagnetico dell'elettrone.
Anche l'equazione di Dirac ammette soluzioni a energia negativa. Dirac ipotizzò l'esistenza di un mare infinito di particelle che occupano gli stati a energia negativa, inaccessibili per via del principio di esclusione di Pauli (mare di Dirac). Dopo lo sviluppo della teoria quantistica dei campi tali stati furono identificati con le antiparticelle, legate alle particelle ordinarie attraverso la simmetria CPT, risolvendo alcuni paradossi originati dall'ipotesi del mare di Dirac.

## Equazione di Klein–Gordon
L'equazione di Klein–Gordon è stato il primo tentativo di rendere relativistica l'equazione di Schrödinger, cioè di inserire il formalismo della relatività ristretta all'interno della meccanica quantistica. Tuttavia essa non ammette un'interpretazione probabilistica naturale, oltre a non considerare una delle caratteristiche fondamentali di una particella quantistica, ovvero lo spin.

### Formulazione
Usando la relazione di Einstein tra energia e quantità di moto in forma operatoriale
{\displaystyle {\hat {E}}^{2}\psi =\left({\hat {p}}^{2}c^{2}+m^{2}c^{4}\right)\psi }
si arriva all'equazione
{\displaystyle \partial _{\mu }\partial ^{\mu }\psi +{\frac {m^{2}c^{2}}{\hbar ^{2}}}\psi =0}

### Inconvenienti
Il vantaggio dell'equazione di Klein-Gordon è quello di trattare tempo e spazio secondo la geometria dello spaziotempo di Minkowski, mentre l'operatore di d'Alembert risulta essere un invariante per trasformazioni di Lorentz. Per contro, però, ci sono alcuni "inconvenienti": innanzitutto quello che come soluzioni possono esistere anche stati a energia negativa e che l'interpretazione probabilistica della funzione d'onda risulta problematica. Secondo l'interpretazione di Copenaghen, infatti, il modulo quadro della funzione d'onda rappresenta la densità di probabilità:
{\displaystyle |\psi \left({\vec {r}},t\right)|^{2}=\rho \left({\vec {r}},t\right)_{S}}
e quindi si deve avere la certezza di trovare la particella se si considera tutto lo spazio, cioè l'integrale della densità di probabilità deve essere uguale a uno
{\displaystyle \int \operatorname {d} ^{3}r|\psi \left({\vec {r}},t\right)|^{2}=1}
La densità non soddisfa solo la condizione di normalizzazione, ma anche una equazione di continuità. La probabilità di trovare la particella all'interno di un dato volume nello spazio deve però essere relativisticamente invariante: mentre nell'espressione sopra {\displaystyle |\psi \left({\vec {r}},t\right)|^{2}} non si trasforma, il volume {\displaystyle d^{3}r} non è invariante per trasformazioni di Lorentz.
Si può quindi introdurre una densità di probabilità:
{\displaystyle \rho \left({\vec {r}},t\right)_{KG}={\frac {i\hbar }{2mc^{2}}}\left[{\bar {\psi }}{\frac {\partial \psi }{\partial t}}-{\psi }{\frac {\partial {\bar {\psi }}}{\partial t}}\right]}
come componente temporale di un quadrivettore
{\displaystyle J_{\mu }\left({\vec {r}},t\right)={\frac {i\hbar }{2mc^{2}}}\left[{\bar {\psi }}{\frac {\partial \psi }{\partial x_{\mu }}}-{\psi }{\frac {\partial {\bar {\psi }}}{\partial x_{\mu }}}\right]}
che soddisfa l'equazione di continuità
{\displaystyle \partial ^{\mu }J_{\mu }=0}.
Tuttavia la densità ρKG non è sempre definita positiva, ma può anche essere negativa o nulla: essa, infatti, non è più legata alla norma di un vettore di uno spazio di Hilbert come nel caso della densità di probabilità non-relativistica derivata dell'equazione di Schrödinger.
Si osservi per i bosoni massivi con spin 1, le equazioni del campo sono descritte dalla lagrangiana di Proca.

## Equazione di Dirac

### Formulazione
Utilizziamo la notazione:
{\displaystyle g^{\mu \nu }=\left({\begin{matrix}1&0&0&0\\0&-1&0&0\\0&0&-1&0\\0&0&0&-1\end{matrix}}\right)={\text{diag}}(1,-1,-1,-1)}
e le unità naturali ({\displaystyle \hbar =1,c=1}).
Dirac, partendo dall'equazione di Klein-Gordon:
{\displaystyle \left(\partial _{\mu }\partial ^{\mu }+m^{2}\right)\Phi =0}
propone una sorta di radice quadrata di quest'ultima.
Si supponga, infatti, di poter scrivere:
{\displaystyle E=\alpha _{i}\cdot p_{i}+m\cdot \beta =\alpha _{x}\cdot p_{x}+\alpha _{y}\cdot p_{y}+\alpha _{z}\cdot p_{z}+m\cdot \beta }
(nel secondo membro abbiamo utilizzato la notazione di Einstein e la convenzione che le lettere i,j,k indicano sommatorie da 1 a 3 per le componenti spaziali)
il cui quadrato dà:
{\displaystyle p^{2}+m^{2}=E^{2}=\left(\alpha _{i}\cdot p_{i}+m\cdot \beta \right)^{2}}
svolgendo i calcoli otteniamo
{\displaystyle \left(\alpha _{i}\cdot p_{i}+m\cdot \beta \right)^{2}=\alpha _{i}\cdot p_{i}\cdot \alpha _{j}\cdot p_{j}+\alpha _{i}\cdot p_{i}\cdot m\cdot \beta +m\cdot \beta \cdot \alpha _{i}\cdot p_{i}+m^{2}\cdot \beta ^{2}}
{\displaystyle p_{i}}, {\displaystyle p_{j}} e m sono numeri, quindi commutano con tutte le quantità nell'equazione, otteniamo
{\displaystyle p^{2}+m^{2}=E^{2}=\alpha _{i}\cdot \alpha _{j}\cdot p_{i}\cdot p_{j}+(\alpha _{i}\beta +\beta \alpha _{i})m\cdot p_{i}+m^{2}\cdot \beta ^{2}=}
{\displaystyle ={1 \over 2}\left(\{\alpha _{i},\alpha _{j}\}+\left[\alpha _{i},\alpha _{j}\right]\right)p_{i}\cdot p_{j}+m^{2}\cdot \beta ^{2}+\{\beta ,\alpha _{i}\}m\cdot p_{i}}
(nell'ultimo passaggio abbiamo usato la definizione di anticommutatore e il fatto che il prodotto di due tensori può esser scritto come la metà della somma commutatore anticommutatore).
Il tensore {\displaystyle p_{i}p_{j}} è simmetrico, per questo annulla il commutatore {\displaystyle \alpha } quindi rimane
{\displaystyle p^{2}+m^{2}=E^{2}={1 \over 2}\{\alpha _{i},\alpha _{j}\}p_{i}\cdot p_{j}+m^{2}\beta ^{2}+\{\beta ,\alpha _{i}\}\cdot m\cdot p_{i}}
Questa uguaglianza porta ad alcune condizioni sui coefficienti:
{\displaystyle \alpha _{i}^{2}=\beta ^{2}=1}
{\displaystyle \{\beta ,\alpha _{i}\}=0}
{\displaystyle \{\alpha _{i},\alpha _{j}\}=2\delta _{i,j}}
Appare evidente, pertanto, che questi coefficienti sono in realtà matrici e non numeri. La prima scelta potrebbero essere le matrici di Pauli, che però sono tre, mentre le matrici da determinare sono quattro. Si può suggerire, allora, di creare una base matriciale composta dalle tre matrici di Pauli con l'aggiunta dell'identità: questa è una base completa dello spazio di matrici 2×2, ma se si pone ad esempio β=I, si può verificare che, ad esempio, αxβ + βαx = 2αx=0, ma ciò non è possibile, perché la matrice αx è sicuramente non nulla. Per ovviare a questo inconveniente fu allora necessario passare a una dimensione maggiore, costruendo delle matrici 4×4. Quelle che Dirac scelse furono (rappresentazione chirale delle matrici γ):
{\displaystyle \alpha _{x}={\begin{pmatrix}0&\sigma _{x}\\\sigma _{x}&0\end{pmatrix}}}
{\displaystyle \alpha _{y}={\begin{pmatrix}0&\sigma _{y}\\\sigma _{y}&0\end{pmatrix}}}
{\displaystyle \alpha _{z}={\begin{pmatrix}0&\sigma _{z}\\\sigma _{z}&0\end{pmatrix}}}
{\displaystyle \beta ={\begin{pmatrix}I&0\\0&-I\end{pmatrix}}}
dove
{\displaystyle \sigma _{x}={\begin{pmatrix}0&1\\1&0\end{pmatrix}}}
{\displaystyle \sigma _{y}={\begin{pmatrix}0&-i\\i&0\end{pmatrix}}}
{\displaystyle \sigma _{z}={\begin{pmatrix}1&0\\0&-1\end{pmatrix}}}
{\displaystyle I={\begin{pmatrix}1&0\\0&1\end{pmatrix}}}
Ponendo poi:
{\displaystyle \gamma ^{0}\equiv \beta ,\gamma ^{i}\equiv \beta \alpha ^{i}}
l'equazione viene scritta con le gamma o matrici di Dirac:
{\displaystyle \left(i\gamma ^{\mu }\partial _{\mu }-m\right)\psi =0}
dove
{\displaystyle \partial _{\mu }\equiv {\frac {\partial }{\partial x^{\mu }}}}
mentre i è l'unità immaginaria.
In questo modo le soluzioni dell'equazione del moto sono dei vettori a quattro componenti: una soluzione particolare prende il nome di spinore di Dirac. Inoltre la densità di probabilità, in questo modo, risulta essere sempre positiva:
{\displaystyle \rho \left({\vec {x}},t\right)=\sum _{i=1}^{4}\left|\psi _{i}\left({\vec {x}},t\right)\right|^{2}\geq 0}
Non si riescono però a eliminare le energie negative, che restano quindi come possibili autovalori dell'equazione. Per interpretare questo risultato dell'equazione, Dirac propose un'interpretazione secondo cui esiste un mare di fermioni alcuni dei quali sono in un livello eccitato, e dunque hanno un'energia positiva, ma in tale mare esistono delle lacune che dunque sono a energia negativa; quando una particella in uno stato eccitato incontra una lacuna, ecco che cade in uno stato non eccitato emettendo della radiazione elettromagnetica (un fenomeno simile alla diseccitazione di atomo in cui un elettrone cade in un livello energetico a meno energia emettendo un fotone, sempre che nella nuvola elettronica dell'atomo esista una lacuna). Tale fenomeno è molto simile all'annichilazione di una particella con un'antiparticella come per esempio l'annichilazione di un elettrone con un positrone, con conseguente emissione di due fotoni, che può essere descritto dall'equazione di Dirac, là dove l'antiparticella viene descritta dalla soluzione dell'equazione di Dirac con energia negativa. Per cui, in un certo senso, si può affermare che Dirac predisse l'esistenza dell'antimateria e il fenomeno dell'annichilazione con la materia, sebbene le sue idee sull'esistenza del mare di fermioni siano state rigettate dalla comunità scientifica perché portavano a delle incongruenze interne alla teoria.

### Proprietà dell'hamiltoniana di Dirac
L'hamiltoniana di Dirac per una particella libera, {\displaystyle H=\alpha _{n}p_{n}+m\beta }, non commuta con il momento angolare orbitale e nemmeno con il momento angolare di spin, tuttavia commuta con l'operatore momento angolare totale e con l'operatore di elicità.

#### Commutazione con il momento angolare orbitale
Il momento angolare orbitale può essere scritto come {\displaystyle {\vec {L}}={\vec {r}}\wedge {\vec {p}}}. Possiamo riscrivere la componente i-esima del momento come {\displaystyle L_{i}=\varepsilon _{i,j,k}r_{j}\cdot p_{k}}, in questa espressione vale la notazione di Einstein e {\displaystyle \varepsilon _{i,j,k}} è il tensore completamente antisimmetrico (o tensore di Levi-Civita) a tre indici (i,j,k).
Calcoliamo il commutatore con una componente del momento angolare:
{\displaystyle [H,L_{i}]=[\alpha _{n}p_{n}+m\beta ,\varepsilon _{i,j,k}r_{j}p_{k}]=[\alpha _{n}p_{n},\varepsilon _{i,j,k}r_{j}p_{k}]+[m\beta ,\varepsilon _{i,j,k}r_{j}p_{k}]}
Nell'ultimo passaggio abbiamo usato la seguente proprietà del commutatore {\displaystyle [a+b,c]=[a,c]+[b,c]}.
Tutte le quantità nelle equazioni sono operatori, quindi la commutazione non è immediata.
Il secondo termine è nullo poiché {\displaystyle \beta } non è nello stesso spazio di Hilbert di r e p, o per essere più rigorosi, il termine con r e p è moltiplicato per una matrice identità nello spazio di {\displaystyle \beta } e quindi commuta con {\displaystyle \beta } stesso.
Il primo termine, sfruttando le proprietà del commutatore, può essere scritto come
{\displaystyle [\alpha _{n}p_{n},\varepsilon _{i,j,k}r_{j}p_{k}]=\alpha _{n}[p_{n},\varepsilon _{i,j,k}r_{j}p_{k}]+[\alpha _{n},\varepsilon _{i,j,k}r_{j}p_{k}]p_{n}}
Con la stessa argomentazione usata per {\displaystyle \beta } possiamo elidere il secondo termine.
Rimane
{\displaystyle [H,L_{i}]=\alpha _{n}[p_{n},\varepsilon _{i,j,k}r_{j}p_{k}]=\alpha _{n}\varepsilon _{i,j,k}^{*}[p_{n},r_{j}p_{k}-r_{k}p_{j}]}
dove abbiamo esplicitato la scrittura del momento angolare. Con l'asterisco sulla {\displaystyle \varepsilon } indichiamo che non utilizzeremo più la notazione di Einstein per questo simbolo e i suoi indici, ma vale ancora per tutti gli altri simboli e relativi indici.
Il segno meno in {\displaystyle r_{j}p_{k}-r_{k}p_{j}} viene dal fatto che il tensore antisimmetrico in un caso sarebbe positivo e nell'altro negativo, non ci interessa quale dei due, dato che una scelta opportuna del tensore a fattor comune correggerebbe il segno.
Utilizzando l'antisimmetria del commutatore {\displaystyle [a,b]=-[b,a]} possiamo scrivere:
{\displaystyle [H,L_{i}]=-\alpha _{n}\varepsilon _{i,j,k}^{*}[r_{j}p_{k}-r_{k}p_{j},p_{n}]=-\alpha _{n}\varepsilon _{i,j,k}^{*}([r_{j}p_{k},p_{n}]-[r_{k}p_{j},p_{n}])}
Adesso scomponiamo i commutatori come abbiamo fatto in precedenza:
{\displaystyle [H,L_{i}]=-\alpha _{n}\varepsilon _{i,j,k}^{*}([r_{j}p_{k},p_{n}]-[r_{k}p_{j},p_{n}])=-\alpha _{n}\varepsilon _{i,j,k}^{*}(r_{j}[p_{k},p_{n}]+[r_{j},p_{n}]p_{k}-r_{k}[p_{j},p_{n}]-[r_{k},p_{n}]p_{j})}
Utilizziamo adesso le relazioni di commutazione {\displaystyle [x_{i},p_{j}]=i\delta _{i,j}} e {\displaystyle [x_{i},x_{j}]=[p_{i},p_{j}]=0}. Svolgendo i calcoli
{\displaystyle [H,L_{i}]=-\alpha _{n}\varepsilon _{i,j,k}^{*}([r_{j},p_{n}]p_{k}-[r_{k},p_{n}]p_{j})=-\alpha _{n}\varepsilon _{i,j,k}^{*}i(\delta _{j,n}p_{k}-\delta _{k,n}p_{j})=\varepsilon _{i,j,k}^{*}i(\alpha _{k}p_{j}-\alpha _{j}p_{k})}
Ora notiamo che nell'ultimo termine abbiamo una sottrazione che inverte gli indici, questo è equivalente a sommare gli indici ripetuti sul simbolo di Levi-Civita.
Il commutatore cercato è quindi:
{\displaystyle [H,L_{i}]=i\varepsilon _{i,j,k}\alpha _{k}p_{j}}
Ad esempio calcoliamo:{\displaystyle [H,L_{3}]=[H,L_{z}]}
Questo sarà:
{\displaystyle [H,L_{3}]=[H,L_{z}]=i\varepsilon _{3,j,k}\alpha _{k}p_{j}=i(\varepsilon _{3,1,2}\alpha _{2}p_{1}+\varepsilon _{3,2,1}\alpha _{1}p_{2})=i(\alpha _{2}p_{1}-\alpha _{1}p_{2})}

#### Commutazione con il momento angolare di spin
L'hamiltoniana di Dirac non commuta con il momento angolare di spin.
La k-esima componente del momento angolare di spin può essere scritto come una matrice a blocchi
{\displaystyle \Sigma _{k}=\left({\begin{matrix}\sigma _{k}&0\\0&\sigma _{k}\end{matrix}}\right)}
Ricordando le regole di commutazione delle matrici di Pauli possiamo scrivere
{\displaystyle \sigma _{k}=-{i \over 2}\varepsilon _{i,j,k}^{*}[\sigma _{i},\sigma _{j}]}
(per portare {\displaystyle \varepsilon } al primo membro abbiamo moltiplicato da ambo le parti per il simbolo di Levi-Civita, inoltre specifichiamo che non deve essere applicata la notazione di Einstein)
Sostituendo nella matrice {\displaystyle \Sigma } troviamo
{\displaystyle \Sigma _{k}=-{i \over 2}\varepsilon _{i,j,k}^{*}\left({\begin{matrix}[\sigma _{i},\sigma _{j}]&0\\0&[\sigma _{i},\sigma _{j}]\end{matrix}}\right)}
Lasciamo in sospeso il calcolo e ricaviamo il commutatore {\displaystyle [\alpha _{i},\alpha _{j}]}
{\displaystyle [\alpha _{i},\alpha _{j}]=\left[\left({\begin{matrix}0&\sigma _{i}\\\sigma _{i}&0\end{matrix}}\right),\left({\begin{matrix}0&\sigma _{j}\\\sigma _{j}&0\end{matrix}}\right)\right]=\left({\begin{matrix}[\sigma _{i},\sigma _{j}]&0\\0&[\sigma _{i},\sigma _{j}]\end{matrix}}\right)}
troviamo che ci restituisce proprio la matrice precedente
Quindi troviamo la definizione del momento angolare di spin scritto tramite le matrici {\displaystyle \alpha }
{\displaystyle \Sigma _{k}=-{i \over 2}\varepsilon _{i,j,k}^{*}[\alpha _{i},\alpha _{j}]}
Adesso calcoliamo il commutatore
{\displaystyle [H,\Sigma _{k}]=-{i \over 2}\varepsilon _{i,j,k}^{*}[H,\alpha _{i}\alpha _{j}-\alpha _{j}\alpha _{i}]=-{i \over 2}\varepsilon _{i,j,k}^{*}\left([H,\alpha _{i}\alpha _{j}]-[H,\alpha _{j}\alpha _{i}]\right)=}
{\textstyle =-{i \over 2}\varepsilon _{i,j,k}^{*}\left(\alpha _{i}[H,\alpha _{j}]+[H,\alpha _{i}]\alpha _{j}-[H,\alpha _{j}]\alpha _{i}-\alpha _{j}[H,\alpha _{i}]\right)}
Per svolgere questi calcoli abbiamo utilizzato le regole di commutazione. Nello svolgimento successivo ci serviremo di queste uguaglianze che discendono direttamente dagli anticommutatori delle matrici {\displaystyle \alpha }
{\displaystyle {\begin{matrix}{\alpha _{i},\alpha _{j}}=2\delta _{i,j}&[\alpha _{i},\alpha _{j}]=2(\alpha _{i}\alpha _{j}-\delta _{i,j})\\{\beta ,\alpha _{i}}=0&[\beta ,\alpha _{i}]=2\beta \alpha _{i}\end{matrix}}}
Scriviamo esplicitamente l'hamiltoniana di Dirac
{\displaystyle [H,\Sigma _{k}]=}
{\displaystyle =-{i \over 2}\varepsilon _{i,j,k}^{*}\left(\alpha _{i}[\alpha _{n}p_{n}+m\beta ,\alpha _{j}]+[\alpha _{n}p_{n}+m\beta ,\alpha _{i}]\alpha _{j}-[\alpha _{n}p_{n}+m\beta ,\alpha _{j}]\alpha _{i}-\alpha _{j}[\alpha _{n}p_{n}+m\beta ,\alpha _{i}]\right)}
Per chiarezza dobbiamo dividere l'ultimo termine in quattro membri e procedere separatamente. Calcoliamo il primo termine
{\displaystyle \alpha _{i}[\alpha _{n}p_{n}+m\beta ,\alpha _{j}]=\alpha _{i}[\alpha _{n}p_{n},\alpha _{j}]+\alpha _{i}[m\beta ,\alpha _{j}]=\alpha _{i}\alpha _{n}[p_{n},\alpha _{j}]+\alpha _{i}[\alpha _{n},\alpha _{j}]p_{n}+m\alpha _{i}[\beta ,\alpha _{j}]}
Ricordiamo che {\displaystyle p_{n}} è un numero poiché è la n-esima componente dell'impulso, quindi il suo commutatore con una matrice è zero. Per gli altri commutatori utilizziamo le regole di commutazione elencate in precedenza
{\displaystyle \alpha _{i}[\alpha _{n}p_{n}+m\beta ,\alpha _{j}]=2\alpha _{i}(\alpha _{n}\alpha _{j}-\delta _{n,j})p_{n}+2m\alpha _{i}\beta \alpha _{j}}
Calcoliamo il secondo termine
{\displaystyle [\alpha _{n}p_{n}+m\beta ,\alpha _{i}]\alpha _{j}=[\alpha _{n}p_{n},\alpha _{i}]\alpha _{j}+[m\beta ,\alpha _{i}]\alpha _{j}=\alpha _{n}[p_{n},\alpha _{i}]\alpha _{j}+[\alpha _{n},\alpha _{i}]p_{n}\alpha _{j}+m[\beta ,\alpha _{i}]\alpha _{j}=0+2(\alpha _{n}\alpha _{i}-\delta _{n,i})p_{n}\alpha _{j}+2m\beta \alpha _{i}\alpha _{j}}
Calcoliamo il terzo termine
{\displaystyle -[\alpha _{n}p_{n}+m\beta ,\alpha _{j}]\alpha _{i}=-[\alpha _{n}p_{n},\alpha _{j}]\alpha _{i}-[m\beta ,\alpha _{j}]\alpha _{i}=-[\alpha _{n},\alpha _{j}]p_{n}\alpha _{i}-\alpha _{n}[p_{n},\alpha _{j}]\alpha _{i}-m[\beta ,\alpha _{j}]\alpha _{i}=-2(\alpha _{n}\alpha _{j}-\delta _{n,j})p_{n}\alpha _{i}-0-2m\beta \alpha _{j}\alpha _{i}}
Calcoliamo il quarto termine
{\displaystyle -\alpha _{j}[\alpha _{n}p_{n}+m\beta ,\alpha _{i}]=-\alpha _{j}[\alpha _{n}p_{n},\alpha _{i}]-\alpha _{j}[m\beta ,\alpha _{i}]=-\alpha _{j}[\alpha _{n},\alpha _{i}]p_{n}-\alpha _{j}\alpha _{n}[p_{n},\alpha _{i}]-\alpha _{j}m[\beta ,\alpha _{i}]=-2\alpha _{j}(\alpha _{n}\alpha _{i}-\delta _{n,i})p_{n}-\alpha _{j}\alpha _{n}0-2\alpha _{j}m\beta \alpha _{i}=-2\alpha _{j}(\alpha _{n}\alpha _{i}-\delta _{n,i})p_{n}-2\alpha _{j}m\beta \alpha _{i}}
Adesso sommiamo di nuovo tutti i termini
{\displaystyle 2\alpha _{i}(\alpha _{n}\alpha _{j}-\delta _{n,j})p_{n}+2m\alpha _{i}\beta \alpha _{j}+2(\alpha _{n}\alpha _{i}-\delta _{n,i})p_{n}\alpha _{j}+2m\beta \alpha _{i}\alpha _{j}-2(\alpha _{n}\alpha _{j}-\delta _{n,j})p_{n}\alpha _{i}-2m\beta \alpha _{j}\alpha _{i}-2\alpha _{j}(\alpha _{n}\alpha _{i}-\delta _{n,i})p_{n}-2\alpha _{j}m\beta \alpha _{i}}
Sviluppiamo le parentesi e riordiniamo i termini
{\displaystyle 2\alpha _{i}\alpha _{n}\alpha _{j}p_{n}-2\alpha _{i}\delta _{n,j}p_{n}+2m\alpha _{i}\beta \alpha _{j}+2\alpha _{n}\alpha _{i}p_{n}\alpha _{j}-2\delta _{n,i}p_{n}\alpha _{j}+2m\beta \alpha _{i}\alpha _{j}-2\alpha _{n}\alpha _{j}p_{n}\alpha _{i}+2\delta _{n,j}p_{n}\alpha _{i}-2m\beta \alpha _{j}\alpha _{i}-2\alpha _{j}\alpha _{n}\alpha _{i}p_{n}+2\alpha _{j}\delta _{n,i}p_{n}-2\alpha _{j}m\beta \alpha _{i}=}
{\displaystyle 2\alpha _{i}\alpha _{n}\alpha _{j}p_{n}+2\alpha _{n}\alpha _{i}\alpha _{j}p_{n}-2\alpha _{n}\alpha _{j}\alpha _{i}p_{n}-2\alpha _{j}\alpha _{n}\alpha _{i}p_{n}+2\delta _{n,j}p_{n}\alpha _{i}-2\delta _{n,j}p_{n}\alpha _{i}-2\delta _{n,i}p_{n}\alpha _{j}+2\delta _{n,i}p_{n}\alpha _{j}+2m\alpha _{i}\beta \alpha _{j}+2m\beta \alpha _{i}\alpha _{j}-2m\beta \alpha _{j}\alpha _{i}-2m\alpha _{j}\beta \alpha _{i}}
I termini con la delta si semplificano tra loro perché uguali e opposti, quel che rimane può essere riscritto come
{\displaystyle 2(\alpha _{i}\alpha _{n}+\alpha _{n}\alpha _{i})\alpha _{j}p_{n}-2(\alpha _{n}\alpha _{j}+\alpha _{j}\alpha _{n})\alpha _{i}p_{n}+2m(\alpha _{i}\beta +\beta \alpha _{i})\alpha _{j}-2m(\beta \alpha _{j}+\alpha _{j}\beta )\alpha _{i}=}
{\displaystyle 2\{\alpha _{i},\alpha _{n}\}\alpha _{j}p_{n}-2\{\alpha _{n},\alpha _{j}\}\alpha _{i}p_{n}+2m\{\beta ,\alpha _{i}\}\alpha _{j}-2m\{\beta ,\alpha _{j}\}\alpha _{i}=4\delta _{i,n}\alpha _{j}p_{n}-4\delta _{n,j}\alpha _{i}p_{n}+2m0\alpha _{j}-2m0\alpha _{i}=4(\delta _{i,n}p_{n}\alpha _{j}-\delta _{n,j}p_{n}\alpha _{i})}
Adesso rimettiamo il risultato del calcolo fatto finora nel commutatore da cui eravamo partiti, otteniamo
{\displaystyle [H,\Sigma _{k}]=-{i \over 2}\varepsilon _{i,j,k}^{*}\left[4(\delta _{i,n}p_{n}\alpha _{j}-\delta _{n,j}p_{n}\alpha _{i})\right]}
Ovvero applicando la delta otteniamo il commutatore cercato
{\displaystyle [H,\Sigma _{k}]=-2i\varepsilon _{i,j,k}^{*}\left(p_{i}\alpha _{j}-p_{j}\alpha _{i}\right)}
Utilizzando la notazione di Einstein può essere riscritta come
{\displaystyle [H,\Sigma _{k}]=-2\cdot i\cdot \varepsilon _{i,j,k}\cdot p_{i}\cdot \alpha _{j}}
In conclusione il momento angolare di spin non commuta con l'hamiltoniana di Dirac.

#### Commutazione con il momento angolare totale
L'hamiltoniana di Dirac commuta con il momento angolare totale.
Dai calcoli svolti nei paragrafi precedenti si vede che abbiamo per il momento angolare orbitale
{\displaystyle [H,L_{i}]=i\varepsilon _{i,j,k}\alpha _{k}p_{j}}
mentre per quello di spin
{\displaystyle [H,\Sigma _{k}]=-2i\varepsilon _{i,j,k}p_{i}\alpha _{j}}
Dobbiamo prima di tutto riportare lo stesso indice per entrambe le notazioni. Cambiamo quello di spin, per farlo conviene spostare l'indice k, per ogni permutazione il tensore cambia segno ma poiché lo fa due volte il segno resta lo stesso.
{\displaystyle [H,\Sigma _{k}]=-2i\varepsilon _{i,j,k}\alpha _{j}p_{i}=-2i\varepsilon _{k,i,j}p_{i}\alpha _{j}}
Notiamo che adesso, anche se le lettere non corrispondono (ma non importa poiché sono indici muti), occupano le stesse posizioni, quindi le due scritture sono identiche, ovvero
{\displaystyle [H,\Sigma _{i}]=-2i\varepsilon _{i,j,k}\alpha _{k}p_{j}}
Il nostro momento angolare, per essere conservato deve essere
{\displaystyle J_{i}=L_{i}+{1 \over 2}\Sigma _{i}}
In questo modo il commutatore con H sarà
{\displaystyle [H,J]=\left[H,L_{i}+{1 \over 2}\Sigma _{i}\right]=\left[H,L_{i}\right]+{1 \over 2}\left[H,\Sigma _{i}\right]=i\varepsilon _{i,j,k}\alpha _{k}p_{j}+{1 \over 2}(-2i\varepsilon _{i,j,k}\alpha _{k}p_{j})=0}
che è identicamente nullo per ogni componente.